# 2012年巴基斯坦服装厂大火
2012年巴基斯坦服装厂大火是2012年9月11日发生在巴基斯坦卡拉奇和拉合尔的一场事故。大火发生在卡拉奇西边上的一家纺织品厂和拉合尔的一家制鞋厂。两场大火共造成315人死亡，超过250人受伤，被认为是巴基斯坦历史上死亡人数最多的大火。